# Pietro Valeriano Duraguerra
Pietro Valeriano Duraguerra (né à Priverno, Italie, et mort le 17  décembre 1302) est un cardinal italien de la fin du XIIIe siècle et du XIVe siècle. 

## Biographie
Pietro Valeriano Duraguerra est chanoine à Cambrai et vice-chancelier de la Sainte Église romaine.
Le pape Boniface III le crée cardinal lors du consistoire de 17 décembre 1295. Le cardinal Duraguerra est légat en Romagne,  en Toscane, à Ravenne, en Marche Ancônitaine, en  Marche Trévisane et dans le patriarcat d'Aquilée. En 1302 il est nommé archiprêtre de la basilique du Latran.